# Zweiweg-Kabelfernsehen
Als Zweiweg-Kabelfernsehen (ZWKF) bezeichnet man ein Breitbanddialogsystem, bei dem das Kabelnetz (z. B. durch Koaxialkabel, Glasfaserkabel  und Veränderungen der Kabelkopfstelle) rückkanalfähig gemacht wird.
Das Zweiweg-Kabelfernsehen kann als Zwischenstufe auf dem Weg zur Breitbandkommunikation betrachtet werden und stellt eine mögliche Erweiterung des unidirektionalen Kabelfernsehens dar.
Ein Zweiweg-Kabelfernsehen setzt Breitbandvermittlungsnetze voraus oder es muss für den Rückkanal auf das Telekommunikationsnetz zurückgegriffen werden. Eine solche Lösung wurde mit der d-box bei DF1 und Premiere sowie derzeit mit dem Festplattenrekorder bei Sky Deutschland gewählt. Inzwischen sind die meisten Kabelnetze bereits rückkanalfähig. 